# 巴川口站
巴川口站（日语：／ Tomoegawaguchi eki */?）是位於靜岡縣清水市（現時：靜岡市清水區）清開1丁目，日本國有鐵道（國鐵）的清水港線車站（廢站）。

## 歷史
- 1944年（昭和19年）
  - 7月1日 - 東海道本線貨物支線貨運車站啟用[1]。
  - 12月1日 - 開設客運業務（成為一般車站）[2]。同時所屬線變更為清水港線[3]。
- 1947年（昭和22年）2月1日 - 開始處理行李[4]。
- 1964年（昭和39年）2月1日 - 結束處理行李。
- 1984年（昭和59年）4月1日 -　清水港線廢線，此站也被廢除[5]。

## 車站構造
截至車站廢除前，車站是一座地面車站，設有1面2線的島式月台。此站設有車站大樓，大樓與月台之間需要跨過數條側線。車站大樓北邊設有1面1線的貨運月台。車站職員主要負責貨運業務，沒有職員負責檢票業務。在旅客部分為無人車站。
此站鄰近清水港富士見埠頭。此站設有側線連接埠頭的倉庫。另外也設有專用線連接小野田水泥清水服務站、富士製粉清水工場、富士日本精糖清水工場。
另外，車站北邊的巴川設有巴川開啟橋，並於此站進行操作。

## 現況
車站遺址建設了靜清環境中心（污水處理廠）。該處還保留了部分月台和路軌。通常不對外開放。在場地外可見月台。
車站靠近折戶一方的廢線遺址建設了單車徑和行人路。開啟橋還保存，但是由於土壤鹽化等原因使橋樑老化，為了避免妨礙船隻航行，因此被撤走。

## 車站周邊
- 靜清環境中心
- 小野田水泥清水服務站
- 靜岡市清水綜合運動場（日语：静岡市清水総合運動場）
- 富士日本精糖（日语：フジ日本精糖）清水工場
- 清水港富士見埠頭
- 巴川（日语：巴川 (静岡県)）

## 相鄰車站
日本國有鐵道
清水港線
清水埠頭－巴川口－折戶

## 注腳
1. 1 2  「運輸通信省告示第332号」《官報》1944年6月30日（國立國會圖書館數碼化收藏）
2. ↑  「鉄道省告示第580号」《官報》1944年11月30日（國立國會圖書館數碼化收藏）
3. ↑  「鉄道省告示第579号」《官報》1944年11月30日（國立國會圖書館數碼化收藏）
4. ↑  「運輸省告示第13号」《官報》1947年1月25日（國立國會圖書館數碼化收藏）
5. ↑  . 交通新聞 (交通協力会). 1984-01-28: 2 （日语）.